# Gran Premio motociclistico delle Nazioni 1958
Il Gran Premio motociclistico delle Nazioni fu l'ultimo appuntamento del motomondiale 1958.
Si svolse il 14 settembre 1958 presso l'Autodromo di Monza. Erano in programma tutte le classi tranne i sidecar.
Gara a due facce per la MV Agusta: se da un lato vinse agevolmente in 350 e 500 con John Surtees (in 500 la Casa di Cascina Costa fece debuttare con John Hartle una sei cilindri), nelle classi minori subì pesanti sconfitte da parte della Ducati (in 125) e della Moto Morini (in 250).
Particolarmente dura la batosta subita nella ottavo di litro, gara in cui la prima MV, quella non ufficiale di Enzo Vezzalini, finì sesta ad un giro di distacco dal vincitore Bruno Spaggiari e dietro altre quattro moto di Borgo Panigale (ritirati Carlo Ubbiali e Tarquinio Provini con le moto ufficiali).
In 250 primo posto per il redivivo Emilio Mendogni, assente dalle classifiche mondiali dal 1953, davanti al compagno di Marca Gianpiero Zubani.
Il programma comprendeva anche il Trofeo Internazionale F.M.I. per moto 175 cc "Sport", gara sulla distanza di 18 giri vinta da Francesco Villa su Ducati davanti alle MotoBi di Gianfranco Muscio e Guido Sala.

## Classe 500

### Arrivati al traguardo
| Pos. | Pilota                | Moto       | Tempo        | Punti |
| ---- | --------------------- | ---------- | ------------ | ----- |
| 1    | John Surtees          | MV Agusta  | 1h 05' 31" 4 | 8     |
| 2    | Remo Venturi          | MV Agusta  | +1' 19" 9    | 6     |
| 3    | Umberto Masetti       | MV Agusta  | +1' 51" 5    | 4     |
| 4    | Dickie Dale           | BMW        | +1 giro      | 3     |
| 5    | Carlo Bandirola       | MV Agusta  | +1 giro      | 2     |
| 6    | Dave Chadwick         | Norton     | +1 giro      | 1     |
| 7    | Geoff Duke            | Norton     | +2 giri      |       |
| 8    | Giuseppe Cantoni      | MV Agusta  | +2 giri      |       |
| 9    | Gerold Klinger        | BMW        | +2 giri      |       |
| 10   | Ernst Hiller          | BMW        | +2 giri      |       |
| 11   | Alois Huber           | BMW        | +3 giri      |       |
| 12   | Adolfo Covi           | Norton     | +3 giri      |       |
| 13   | Jacques Collot        | Norton     | +4 giri      |       |
| 14   | Artemio Cirelli       | Gilera     | +5 giri      |       |
| 15   | Gianvittorio Ziglioli | Moto Guzzi | +6 giri      |       |

### Ritirati
| Pilota                   | Moto       | Motivo ritiro |
| ------------------------ | ---------- | ------------- |
| Paolo Campanelli         | Norton     |               |
| Luigi Marcelli           | Norton     |               |
| Bob Brown                | BMW        |               |
| Giuseppe Mantelli        | Gilera     |               |
| Alfredo Milani           | Gilera     |               |
| Fabio Ceredi             | Moto Guzzi |               |
| John Hartle              | MV Agusta  |               |
| Emanuele Maugliani       | Gilera     |               |
| Bob Anderson             | Norton     |               |
| Francesco Guglielminetti | Norton     |               |
| Jacques Insermini        | Norton     |               |

## Classe 350

### Arrivati al traguardo
| Pos. | Pilota            | Moto      | Tempo     | Punti |
| ---- | ----------------- | --------- | --------- | ----- |
| 1    | John Surtees      | MV Agusta | 53' 45" 9 | 8     |
| 2    | John Hartle       | MV Agusta | +28" 2    | 6     |
| 3    | Geoff Duke        | Norton    | +1 giro   | 4     |
| 4    | Bob Anderson      | Norton    | +1 giro   | 3     |
| 5    | Dave Chadwick     | Norton    | +1 giro   | 2     |
| 6    | Bob Brown         | AJS       | +2 giri   | 1     |
| 7    | Jacques Insermini | Norton    | +3 giri   |       |
| 8    | Hans Pesl         | AJS       | +3 giri   |       |
| 9    | A. Gorini         | Norton    | +4 giri   |       |

## Classe 250

### Arrivati al traguardo
| Pos. | Pilota               | Moto        | Tempo     | Punti |
| ---- | -------------------- | ----------- | --------- | ----- |
| 1    | Emilio Mendogni      | Moto Morini | 45' 07" 3 | 8     |
| 2    | Gianpiero Zubani     | Moto Morini | +16" 3    | 6     |
| 3    | Carlo Ubbiali        | MV Agusta   | +16" 3    | 4     |
| 4    | Günter Beer          | Adler       | +1 giro   | 3     |
| 5    | Josef Autengruber    | NSU         | +1 giro   | 2     |
| 6    | Dieter Falk          | Adler       | +1 giro   | 1     |
| 7    | Fritz Kläger         | NSU         | +2 giri   |       |
| 8    | Adelmo Mandolini     | Moto Guzzi  | +2 giri   |       |
| 9    | Siegfried Lohmann    | Adler       | +2 giri   |       |
| 10   | Arthur Wheeler       | FB Mondial  | +3 giri   |       |
| 11   | Guido Paciocca       | Moto Guzzi  | +3 giri   |       |
| 12   | Hubert Luttenberger  | Adler       | +3 giri   |       |
| 13   | Karl-Julius Holthaus | NSU         | +3 giri   |       |
| 14   | Keller               | NSU         | +3 giri   |       |
| 15   | Lanfranco Baviera    | Moto Guzzi  | +3 giri   |       |

## Classe 125
25 piloti alla partenza.

### Arrivati al traguardo
| Pos. | Pilota              | Moto       | Tempo     | Punti |
| ---- | ------------------- | ---------- | --------- | ----- |
| 1    | Bruno Spaggiari     | Ducati     | 39' 51" 1 | 8     |
| 2    | Alberto Gandossi    | Ducati     | +16" 1    | 6     |
| 3    | Francesco Villa     | Ducati     | +1' 09" 6 | 4     |
| 4    | Dave Chadwick       | Ducati     | +1' 13" 9 | 3     |
| 5    | Luigi Taveri        | Ducati     | +1' 14" 4 | 2     |
| 6    | Enzo Vezzalini      | MV Agusta  | +1 giro   | 1     |
| 7    | Horst Fügner        | MZ         | +1 giro   |       |
| 8    | Willi Scheidhauer   | Ducati     | +1 giro   |       |
| 9    | Silvano Rinaldi     | Paton      | +1 giro   |       |
| 10   | Arthur Wheeler      | FB Mondial | +2 giri   |       |
| 11   | Rocchi              | FB Mondial | +2 giri   |       |
| 12   | Hans Pesl           | Ducati     | +2 giri   |       |
| 13   | Giuliano Maoggi     | Ducati     | +2 giri   |       |
| 14   | Bill Webster        | MV Agusta  | +2 giri   |       |
| 15   | Hubert Luttenberger | FB Mondial | +2 giri   |       |
| 16   | Alessandro Brabetz  | Ducati     | +2 giri   |       |
| 17   | Mario Carini        | Paton      | +3 giri   |       |

## Fonti e bibliografia
- Corriere dello Sport, 15 settembre 1958, pag. 9.
- Risultati della 500 su autosport.com, su autosport.com.